# Filandre cuanegre
El filandre cuanegre (Philander melanurus) és una espècie de marsupial de l'ordre dels didelfimorfs. Viu a l'oest de l'Equador, l'oest de Colòmbia i l'est de Panamà. En comparació amb el filandre pàl·lid (P. pallidus), que és el seu parent més proper, té el pelatge més fosc i la punta blanca de la cua és més curta o fins i tot inexistent. Se n'ha vist un exemplar atacant una serp corall.